# 공자 수
공자 수(公子 繻, ? ~ 기원전 581년, 재위: 기원전 581년 음력 3월 ~ 기원전 581년 음력 4월)는 춘추 시대 정나라의 임금이다. 시해당하여 시호가 없다.

## 생애
사마천의 《사기》에 따르면, 성공(成公) 3년(기원전 582), 초(楚)나라의 공왕(共王)은 정나라에 대해 “정나라 성공은 홀로 덕을 지키는구나.”라고 말하였다.
이윽고 사람을 보내 동맹을 청하였고, 성공 또한 호응하여 사사로이 초나라와 동맹을 맺었다.
가을에 성공은 진(晉)나라에 입조하였으나, 진나라는 성공이 초나라와 사사로이 통한 것을 빌미로 삼아 구금하고는 난서(欒書)로 하여금 정나라를 치도록 하였다.
성공 4년(기원전 581) 3월, 정나라에서는 진나라의 포위를 두려워하여 공자 여(如)가 공자 수를 임금으로 추대하였다.
4월, 진나라에서는 정나라가 임금을 새로 추대하였다는 소식을 듣고 성공을 돌려보냈다. 정나라 사람들은 성공이 돌아온다는 소식을 듣고, 공자 수를 시해하고 성공의 아들 곤완(髡頑)을 추대하였다. 여는 허(許)나라로 달아났고, 성공은 귀국한 후 곤완을 대신하여 복위하였다. 진나라는 병사를 물렸다.